# Dallas Black Hawks
Die Dallas Black Hawks waren ein US-amerikanisches Eishockeyfranchise aus Dallas, Texas. Die Spielstätte der Black Hawks war das Fair Park Coliseum.

## Geschichte
Die Dallas Black Hawks wurden 1967 als Nachfolgeteam der umgezogenen St. Louis Braves gegründet und nahmen zur Saison 1967/68 den Spielbetrieb in der Central Hockey League auf. Der erste Cheftrainer des Franchises, der Kanadier Bobby Kromm, führte die Black Hawks durch die folgenden acht Jahre.
Das Franchise fungierte seit der Gründung bis 1978 als Farmteam der Chicago Blackhawks. Dadurch liefen auch diverse Spieler wie Jim Wiste, Cliff Koroll, Jack Norris, Dave Dryden, Bobby Schmautz, Paul Shmyr, Mike O’Connell und Reg Kerr auch in der National Hockey League für die Chicago Blackhawks aufs Eis. Später kooperierten die Black Hawks unter anderem auch mit den Vancouver Canucks. In ihrer ersten Spielzeit konnte sich die Mannschaft mit 30 Siegen, 29 Niederlagen und 11 Unentschieden eine knapp positive Bilanz erspielen und belegte den dritten Rang in der damals vier Teams umfassenden Southern Division. In der folgenden Saison errangen die Black Hawks in der regulären Saison insgesamt 84 Punkte und platzierten sich auf dem zweiten Rang der fünf Mannschaften umfassenden South Division. In den Play-offs gelang nach Siegen über die Houston Apollos, Omaha Knights und Oklahoma City Blazers der erstmalige Gewinn der Meisterschaft, dem Adams Cup. Nachdem 1969/70 der Einzug in die Endrunde verfehlt wurde, stieß das Team ein Jahr später bis in die Finalspiele vor und verlor in sechs Partien gegen die Omaha Knights.
Auch im Verlauf der folgenden Jahre zählte die Mannschaft zu den erfolgreichsten der Central Hockey League und errang in den Jahren 1972 und 1974 erneut die Meisterschaft. Der vierte und zugleich letzte Adams Cup der Black Hawks wurde in der Saison 1978/79 gewonnen, womit das Franchise zusammen mit den Omaha Knights mit jeweils vier Meisterschaften die erfolgreichsten Teams in der Geschichte der Liga bildete. In der Spielzeit 1981/82 gelang noch einmal der Einzug in die Finalspiele, in denen die Mannschaft in sechs Partien gegen die Indianapolis Checkers verlor. Danach wurde das Franchise aufgelöst.

## Team-Rekorde

### Karriererekorde
| Spiele:       | 428 | Kanada | Duane Wylie       |
| Tore:         | 135 | Kanada | Duane Wylie       |
| Assists:      | 199 | Kanada | Jean-Paul LeBlanc |
| Punkte:       | 319 | Kanada | Duane Wylie       |
| Strafminuten: | 884 | Kanada | Randy Holt        |

## Bekannte Spieler
- Claire Alexander
- John Anderson
- Chuck Arnason
- Don Ashby
- Doug Berry
- J. P. Bordeleau
- Bruce Boudreau
- Ted Bulley
- Dave Burrows
- Jerry Butler
- Terry Caffery
- Randy Carlyle
- Mike Christie
- Marc Crawford
- Denis DeJordy
- Bill Derlago
- Dave Dryden
- Dave Gardner
- Dirk Graham
- Glen Hanlon
- Randy Holt
- Dave Hudson
- Dave Hunter
- Larry Huras
- Joey Johnston
- Mike Kaszycki
- Dennis Kearns
- Kelly Kisio
- Cliff Koroll
- Dave Kryskow
- Steve Latinovich
- Barry Long
- Wayne Maki
- Dan Maloney
- Bob Manno
- Richard Mulhern
- Bob Murray
- Mike O’Connell
- Chris Oddleifson
- Harold Phillipoff
- Tom Reid
- Larry Romanchych
- Bobby Schmautz
- Paul Shmyr
- Stan Smyl
- Dale Tallon
- Greg Vaydik
- Ron Wilson